# マザーボード

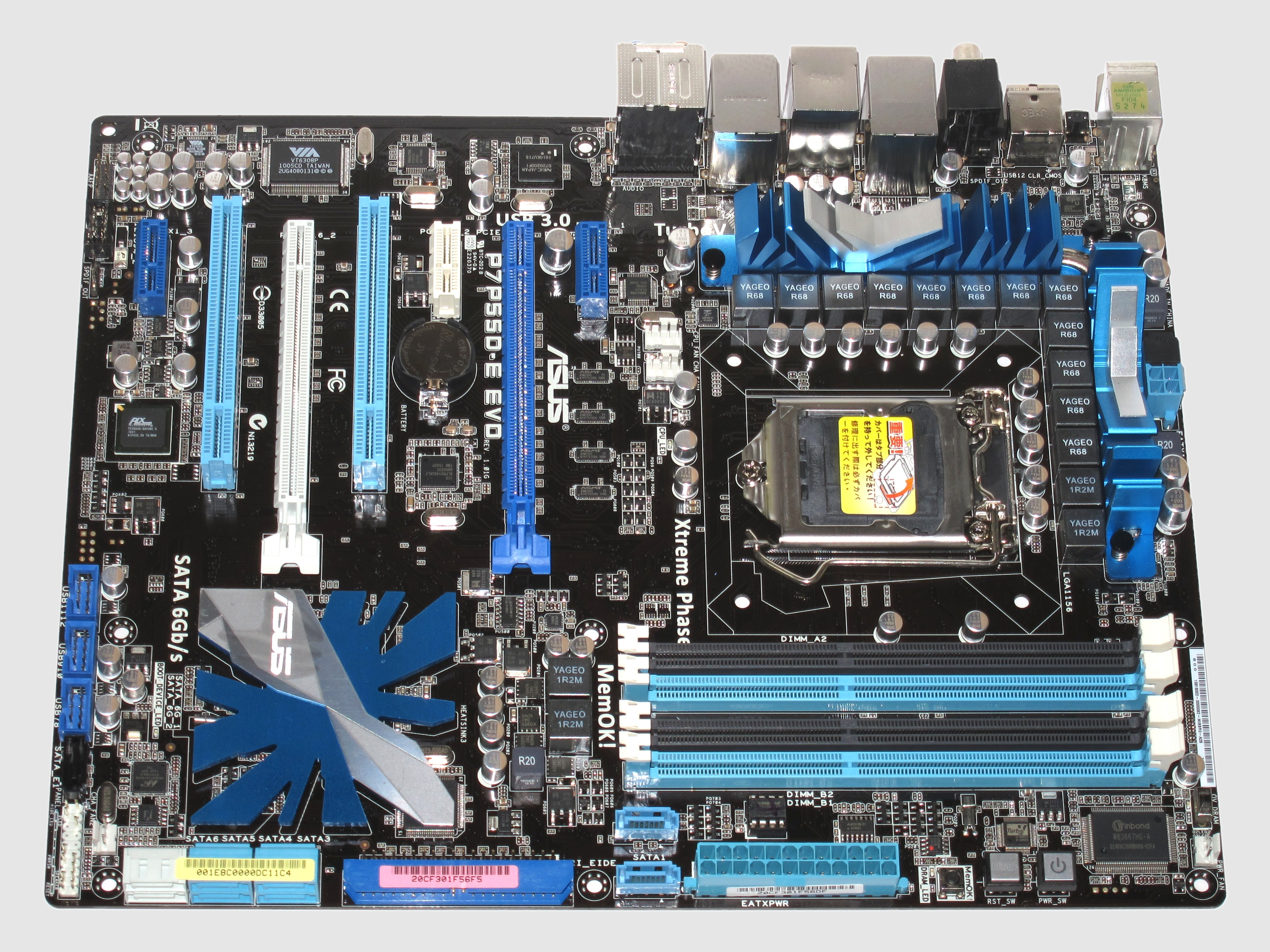
パーソナルコンピュータに用いられるマザーボードの例（ATX規格）

マザーボード（英: motherboard）とは、電子機器で使用される最も主要な電子回路基板のこと。MBと略される。メインボード、システムボード、ロジックボードとも呼ばれる。
なお、この項では主に自作パソコンに用いられているマザーボードについて説明する。

## 構成部品

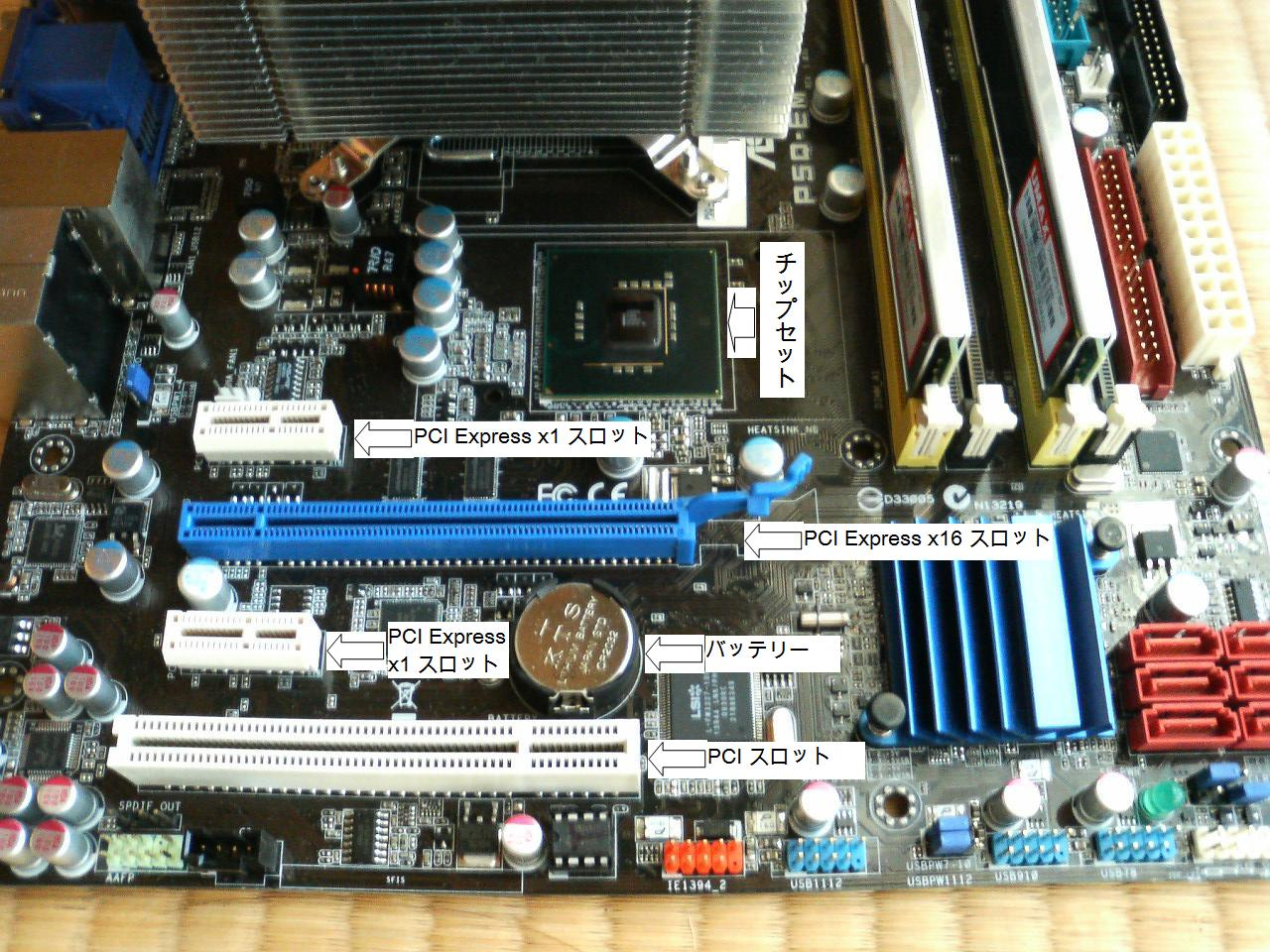
マザーボードの各部名称 (1)

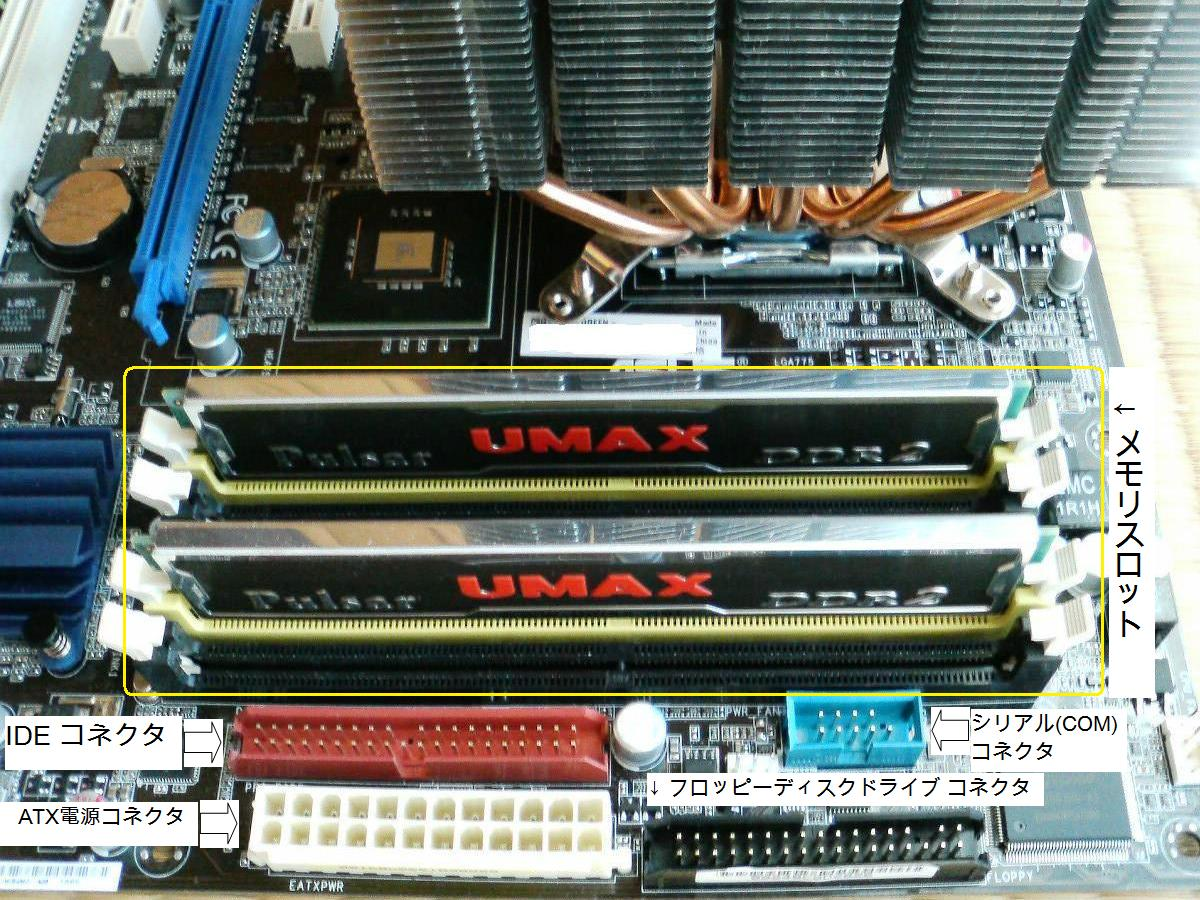
マザーボードの各部名称 (2)

基板によっては搭載されていない部品もある。
チップセット
マザーボードの性能を左右する部品であり、接続されているハードウェアや、グラフィック、サウンドなどを制御する。
CPUソケット
CPUをはめ込む部品。
メモリソケット
メモリをはめ込む部品。
バッテリー
BIOSやUEFIの設定値を保持し時計を動作させる。
ATX電源コネクタ
マザーボード本体に電源を供給するための差込口。
スピーカー
ビープ音を鳴らすためのスピーカー。
IDEコネクタ/SATAコネクタ
IDEやSATAなどのドライブ用ケーブルを接続するためのコネクタ。ハードディスク、SSD、光学ドライブを接続するがカードリーダーを接続することも可能。
PCIスロット
拡張用のカードを差し込むことで様々な機能を増やせるスロット。
PCI Expressスロット
拡張用のカードやビデオカードを接続するスロット。
AGPスロット
ビデオカードを接続するスロット。

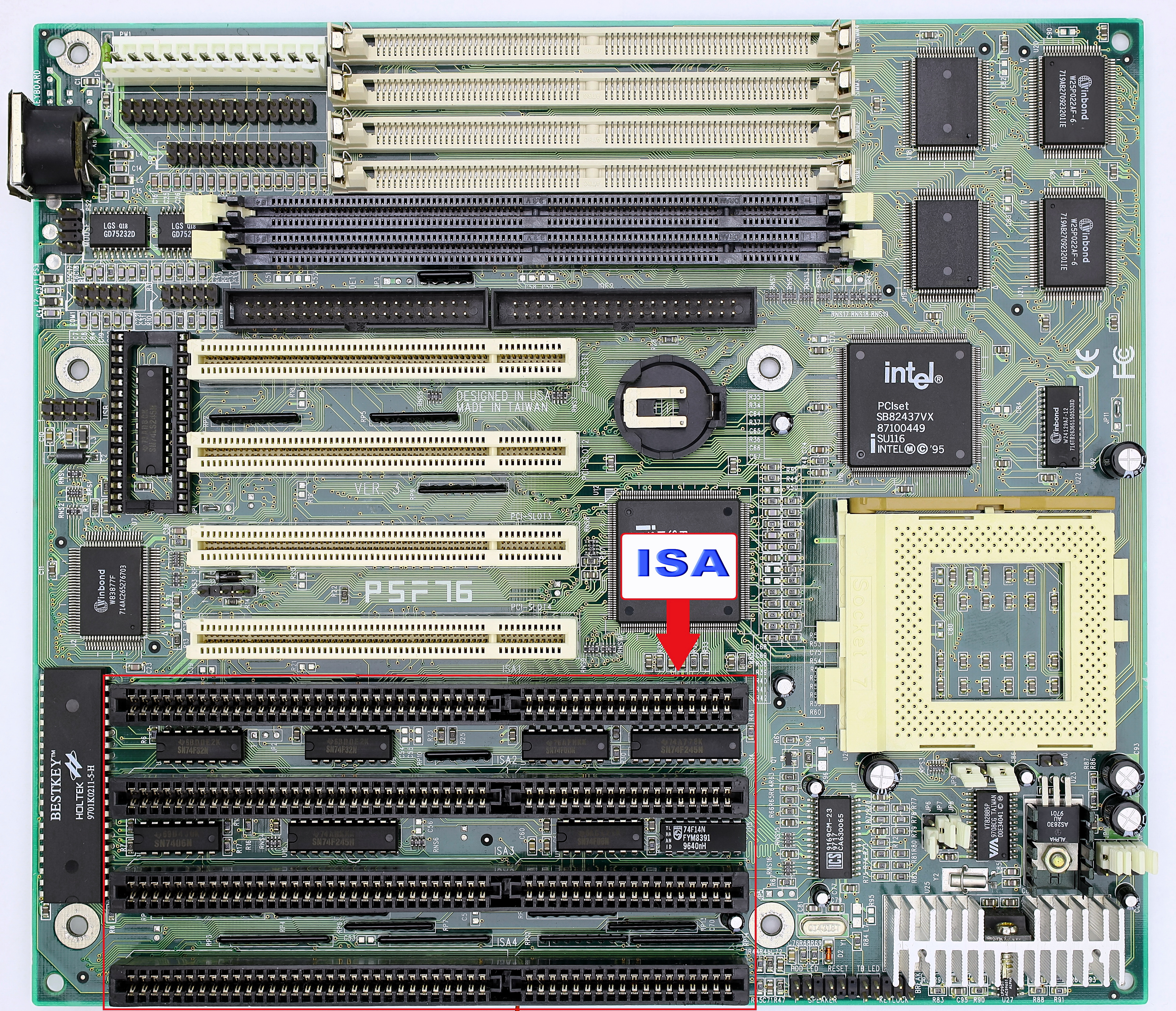
PCIとISAスロットのあるAT規格のマザーボード（1990年代後半）
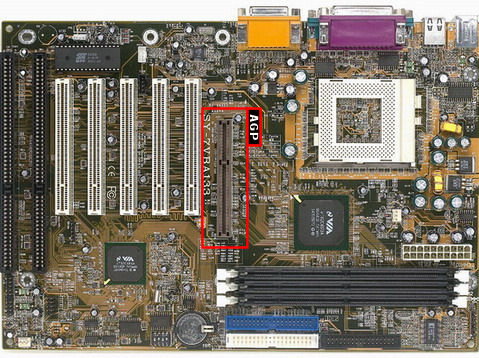
AGPスロットのあるATXマザーボード

## 主なマザーボードの規格（フォームファクタ）

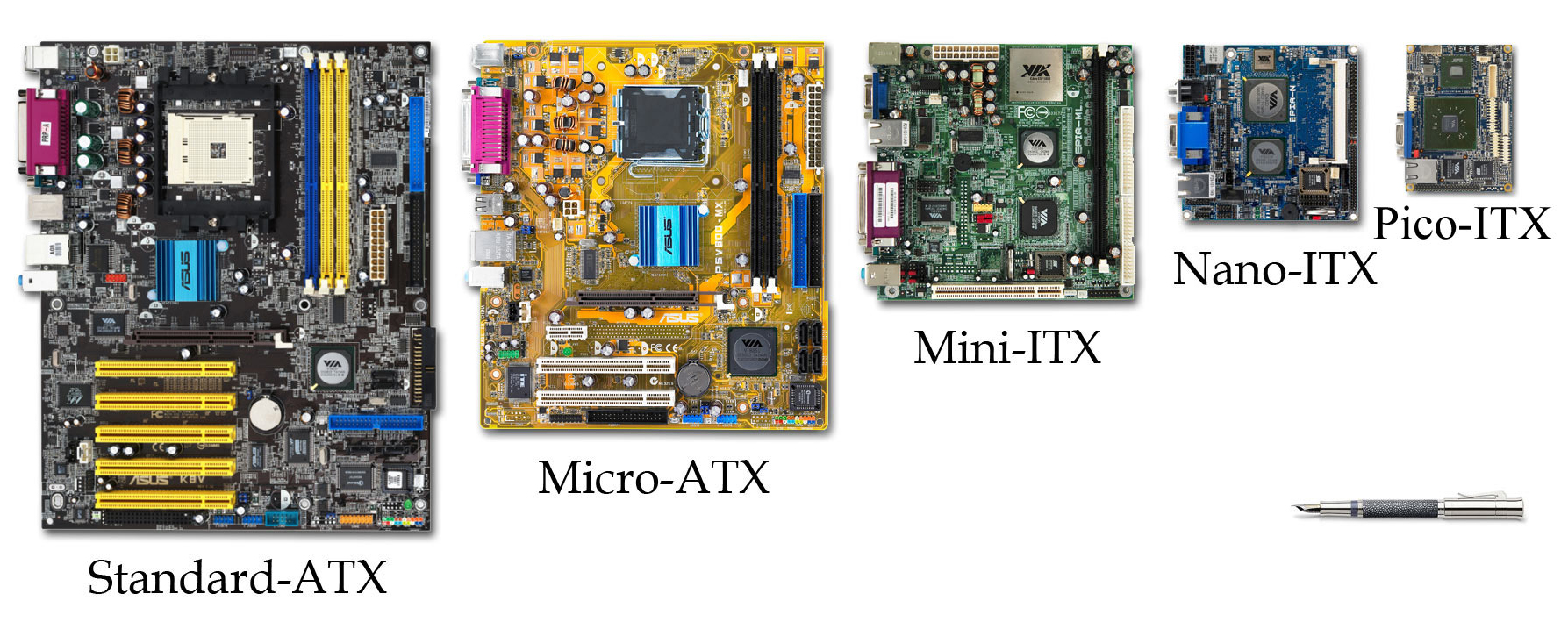
パーソナルコンピュータにおけるマザーボードの規格

AT (Advanced Technology)
1981年、『IBM PC』が発売され、当初からオープンアーキテクチャとしてその互換機が一気に普及した。そしてIBMが1984年にPC/ATを発表。大半のPC/AT互換機のマザーボードは、これをベースに設計されている。1990年代中盤までのマザーボードは、このATあるいはその小型版のBabyATが主流であった。当初はキーボード端子以外の殆どのI/Oポートは、RS-232Cなどの単体の機能を持つカードを拡張スロットに挿す事により使用するか、マザーボード上にI/Oポート用のヘッダーピンがあればマザーボード付属の拡張ブラケットをケースに固定し使用していた。チップセットの高集積化が進み、これらの機能がチップセットに内蔵されるようになると、マザーボードのコネクタから各種ケーブルを繋ぎ、ケースやスロット上に直接外部端子を取り付けなければならず、ケーブルがケース内で方々に錯綜するという煩雑さが目立つようになった。
ATX (Advanced Technology eXtended)
1995年にインテルが提唱した。パソコン市場で主流のマザーボードは全てこの規格を基に作られている（パソコン市場で主流のノートPC・タブレットPCなどの、スペース最優先で交換を前提としていないマザーボードは、ATX系外の専用設計となることが普通）。キーボードやマウス、シリアルポートやパラレルポート、USBといった、よく使う各種I/Oポートをマザーボード上に実装し、従来のATよりも扱いやすくしたもので、すぐに普及してAT規格から移行した。これら端子の位置はメーカーによって若干異なることがあるため、自作用など特定の製品には、独自のバックパネルが付属していることもある。また、MicroATXというATXからスロットを2 - 3本減らして小型化したものもある。MicroATXは小型のケースに収めやすいことから、メーカー製のパソコンで数多く採用されている。MicroATXをさらに小型化したFlexATXもある。この規格と同時に、ATX電源の仕様も新たに策定された。ATX仕様のケースは、ATのマザーボードとは下位互換性を持たせてあり、バックパネルの交換により容易に流用できるようになっている。
BTX (Balanced Technology eXtended)
2003年にインテルが提唱した。当時パソコン高速化のネックとなりつつあったCPUの熱問題を解消するため、あえて従来の規格との互換性をある程度切り捨て、PCケース内部の気流を考慮した設計としていた。2003年当時はCPUの消費電力・放熱量は今後も右肩上がりになると想定されており、一時期ATXからの全面移行も想定されたが、この熱問題がいよいよ限界に近づいてきた2005年になると、今度はCPUの消費電力を抑えるスタイルへとパーツの進化の方向性が変化し、CPUの熱問題がある程度まで解決されたことから普及せずに終わり、2007年には製造も中止された。MicroBTX、PicoBTXという小型版もある。
DTX
2007年1月にAMDが策定を発表した規格。ATXに下位互換性を持ち、ATX用の本体ケースで用いることができる。小型版のMini-DTXもある。
LPX (Low Profile eXtension)
1990年代前半にウェスタン・デジタルが提唱した、後のATXのひな型ともいえる規格。各種I/Oポートを基板上に実装し、拡張スロットはライザーカードと呼ばれる、縦向きに拡張スロットを使用するための基板（中には寝かせて装着するものもあった）を、このマザーボード独自のスロットに挿すことにより、横向きに3枚程度の拡張カードを装着できる。そのため、ケースを比較的コンパクトに設計しやすい。これらのマザーボードは低価格のPCに数多く採用された。
Mini-ITX
2001年にVIAが提唱した、FlexATXに似た規格。かつて、ほとんどにおいてはVIAのみで使われている規格であったが、省電力かつ小型向けのIntel Atomの登場により、注目を集めている。VIAのC3やインテルのIntel Atom、グラフィックチップなどをオンボードで搭載し、静音パソコンや組み込み向けなどで使用される。さらに小型化されたNano-ITXや、Pico-ITXという規格もある。
NLX
LPXに似た規格だが、ネジ穴やI/Oの位置などの互換性は無い。インテル、IBM、DEC（現：ヒューレット・パッカード）によって策定されたが、きわめて少数のメーカー製パソコンに搭載されただけで、それほど普及せずに消えてしまった。LPXと同じく、PCIなどの拡張スロットをライザーカードで使用する。
WTX (Workstation Technology eXtended)
1998年にワークステーション向けとしてインテルが提唱。ATXの約2倍位のサイズで、主にサーバなどで普及している。これは複数個のCPUを搭載したり、数多くのメモリスロットやI/Oポートなどを備える必要があるためである。また、サーバは高度なグラフィックス機能も不要であるため、古い世代のビデオチップがボードに搭載されているケースもある。
NUC (en:Next Unit of Computing)
2012年にインテルが提唱した4x4-inchのボード。様々なメモリ、ストレージ、オペレーティングシステムに対応が可能。NUCは、ミニPC、キットおよびボードが提供されている。

### マザーボードの規格別サイズ一覧
単位はミリメートル (mm)。上側がバックパネル側。

## マザーボードに搭載される主要コンポーネント

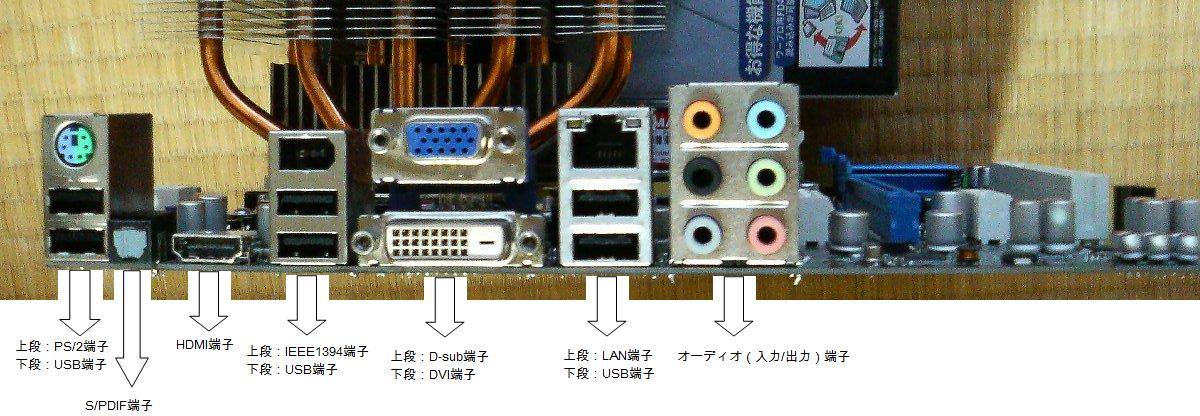
バックパネルの一例

2000年代の代表的なブロック図

時代とともに搭載コンポーネントが増え、多機能化する傾向にある。オンボードの記事も参照。
- CPUおよびチップセット
- メモリスロット
- 拡張スロット（PCI Expressポート、PCI）
- USBポート
- イーサネット端子
- IEEE 1394ポート
- Thunderbolt
- ATA
- シリアルATA
- オーディオ端子
- M.2

### レガシーデバイス
- PS/2コネクタ
- シリアルポート (RS-232C)
- パラレルポート（IEEE 1284、セントロニクス規格準拠）
- ISAスロット ※かつての主流だった規格
- AGPスロット ※かつてのビデオカードの主流規格

### ファームウェア
- BIOS、UEFI、Open Firmware

## 主要メーカー
- Advantech
- ALBATRON（英語版）
- ASUS
- ASRock
- BIOSTAR
- DFI[注 1]
- ELITEGROUP (ECS)
- FOXCONN
- GIGABYTE
- HUANANZHI（華南金牌）
- Intel[注 2]
- Micro-Star International (MSI)
- リコー[注 3]
- Supermicro
- Tyan（英語版）
- ZOTAC

### 撤退したメーカー
- ABIT（英語版）
- AOpen
- EPoX（英語版）
- FIC（英語版）
- IWill[10]
- SOYO[11]
- VIA Technologies
- フリーウェイ[注 4]

## マザーボードの不具合問題
不具合や相性問題を抱えるマザーボードが存在する。チップセットドライバ、BIOSの更新や調整、各拡張カードのデバイスドライバやファームウェアの更新で安定することもあるため、特に自作パソコンのユーザーはネット掲示板などを通じ、これら不具合や相性の解消法の意見交換を盛んに行っている。

### 不良コンデンサ問題
マザーボードに使用されている電解コンデンサの品質にこだわる自作パソコンユーザーが存在する。これは電解コンデンサに質の良くない製品が多く、短期間で液漏れ、膨張、破裂を起こす製品が多いためである（特にこの問題が意識されるようになったのは、コンデンサーが破裂して飛ぶという“事件”があった後である）。これらの故障したコンデンサを放置したまま稼動させると、起動できないなどPCの動作が極めて不安定になる。その問題からも、問題発覚後のマザーボードの製品カタログでは長寿命コンデンサーの採用が謳われている。
特に、2001年から2002年頃の製品に製造されたコンデンサを搭載したマザーボードが不具合を起こすといわれている。その際、大手のメーカーはこれらの製品の回収・修理といった処置を実施したが、知らずに使い続けた一部のユーザーがネット掲示板などで報告し、物議を醸した。もし、マザーボードの保証期間内にコンデンサの故障が見られた場合、無償で修理・交換に応じてくれる。保証が切れても、有償で修理や交換に応じてくれるメーカーや代理店もある。
上記の事件以降、メーカー側も安価な電解コンデンサよりも多少高価であっても品質が良いメーカー製造によるコンデンサを積極的に採用していると表明し、品質重視を強調している製品が増えている。
なお、使用しているコンデンサの種類からマザーボードベンダーを評価する向きもあるが、実際にはコンデンサの品質以外にも、プリント基板やトランジスタなど電子素子の品質や回路設計の優劣も影響する。また、コンデンサそのものは高価な日本製を使っていても、回路を簡略化設計して全体の部品点数を減らし、コストの帳尻を合わせている場合もある。
また、コンデンサにこだわるユーザのため、販売店側がマザーボードに実装されているコンデンサを、あらかじめ高性能なタイプに交換してオリジナル改造品として販売しているケースもある。
これらに使用される電解コンデンサの多くは低ESR品（低インピーダンス品とも）と呼ばれるものである。交換する際にはコンデンサメーカーのサイトのデータシートなどで、電気的特性が同等品以上かどうか、外形寸法が大きく変わらないか（外形寸法が大きいと周囲の部品と干渉し、物理的に取り付けられないことがある）を確認することが必要である。
2006年頃からは、アルミ固体電解コンデンサを採用することで高品質、高耐久性を謳う製品が登場している（GIGABYTE社の「Ultra Durable」など）。

## 備考
- 一部のマザーボードでは、MIL規格に準拠しているものもある[13]。